# Little by Little (Oasis)
Little by Little è un singolo del gruppo musicale inglese Oasis, pubblicato il 23 settembre 2002 come terzo singolo estratto dall'album in studio Heathen Chemistry.
Ha raggiunto la posizione numero due della classifica britannica dei singoli.

## Video musicale
Il video musicale vede la partecipazione dell'attore Robert Carlyle, noto per aver recitato in film come Trainspotting, 28 settimane dopo e Full Monty - Squattrinati organizzati. Il video ruota attorno alla figura di Noel, seduto sulla soglia di una casa situata in un'immaginaria "Heathen Street", mentre canta e suona la chitarra per i passanti, i quali gli regalano giusto qualche spicciolo.

## Tracce
- 7" RKID 26, CD RKIDSCD 26, 12" RKID 26T

1. Little By Little - 4:57
2. She Is Love - 3:11
3. My Generation - 4:05 (solo CD e 12")
  - My Generation venne registrata negli studi della BBC Maida Vale il 20 gennaio 2000.

- DVD RKIDSDVD 26

1. Little By Little - 5:02
2. Little By Little (demo) - 4:55
3. 10 minutes of noise and confusion - pt terza - 8:31
  - La terza parte di 10 Minutes... è un documentario sul dietro le quinte del concerto del 5 luglio 2002 al Finsbury Park di Londra.

## Formazione
- Noel Gallagher - voce, chitarra acustica
- Gem Archer - chitarra elettrica
- Andy Bell - basso
- Alan White - batteria, tamburello

### Altri musicisti
- Paul Stacey - organo